# Peter Greenaway
Peter Greenaway, CBE (Newport, País de Gales, 5 de abril de 1942) é um cineasta, autor e artista multimídia britânico.

## Biografia
Inicialmente a família Greenaway vivia no País de Gales, mas mudaram-se para Essex quando Peter tinha apenas três anos de idade. Quando Peter era criança, desejava tornar-se pintor. O interesse pela pintura foi muito importante para definir toda sua obra artística. Cada filme de Greenaway é composto visualmente usando-se parâmetros estéticos da pintura. O jovem Peter estudou cinema, com particular interesse por Bergman, pela Nouvelle Vague e cineastas como Godard e especialmente, Resnais.
Em 1962 ele iniciou estudos no Walthamstow College of Art, onde fez amizade com um estudante de música chamado Ian Dury, (a quem mais tarde convidaria para fazer o filme  The Cook, the Thief, His Wife & Her Lover). Greenaway passou três anos em Walthamstow  estudando para ser um pintor muralista e realizando seu primeiro filme , Morte do Sentimento, um ensaio sobre móveis de jardim de igrejas, filmado em quatro dos maiores cemitérios de Londres.
Em 1965 Greenaway juntou-se ao Central Office of Information (COI),  onde passou os quinze anos seguintes trabalhando, inicialmente como editor de filmes e como diretor.  Durante esse período ele construiu uma filmografia pessoal de filmes experimentais.
Michael Nyman, autor da famosa trilha musical de O Piano compôs várias das trilhas musicais dos filmes de Greenaway.
Os filmes de Peter Greenaway são notáveis pela presença de elementos de arte renascentista e barroca, uso de luz natural, compondo cada cena de seus filmes como se fossem pinturas. Greenaway também sempre se interessou por ópera tendo escrito dez libretos, ele mesmo, para uma série nomeada "A Morte do Compositor", enfocando dez compositores, de Anton Webern a John Lennon.
Em 1980 Greenaway realizou The Falls seu primeiro longa-metragem. Foi nas décadas de 1980 e 1990 que Greenaway produziu a parcela mais famosa de sua filmografia como diretor.
O interesse por ópera e música levou Greenaway a produzir, em 2005,  um espetáculo multimídia em colaboração com o maestro e compositor David Lang e o calígrafo Brody Neuenschwander Intitulado "Writing on Water". O espetáculo reuniu, ao vivo, a orquestra London Sinfonietta, o diretor, editando ao vivo imagens em uma mesa de vídeomaker, o compositor na regência da orquestra e o calígrafo, todos trabalhando ao vivo simutaneamente , com o produto audiovisual sendo lançado em um telão de grande dimensões que podia ser apreciado por uma vasta platéia.
Em 2003, Greenaway iniciou o projeto 92 Tulse Luper, que incluiu uma apresentação ao vivo com sua mesa de plasma onde editava o video ao vivo, um site interativo e um filme cinematográfico.

## Filmografia

### Curta-metragens
- 1962: Death of Sentiment
- 1966: Tree
- 1966: Train
- 1967: Revolução
- 1967: 5 Postcards from Capital Cities
- 1969: Intervals
- 1971: Erosion
- 1973: H Is for House
- 1975: Windows
- 1975: Water Wrackets
- 1975: Water
- 1976: Vertical Features Remake
- 1976: Goole by Numbers
- 1977: Dear Phone
- 1978: A Walk Through H: The Reincarnation of an Ornithologist
- 1978: Eddie Kid
- 1978: Cut Above the Rest
- 1978: 1-100
- 1979: Zandra Rhodes
- 1979: Women Artists
- 1979: Leeds Castle
- 1980: Lacock Village
- 1980: Country Diary
- 1981: Terence Conran
- 1983: The Coastline
- 1984: Making a Splash
- 1985: Inside Rooms: 26 Bathrooms, London & Oxfordshire
- 1988: Fear of Drowning
- 1989: Hubert Bals Handshake
- 1992: Rosa
- 1997: The Bridge
- 2001: The Man in the Bath
- 2003: Cinema16: British Short Films
- 2009: The Marriage

### Longa-metragens
- 1980: The Falls
- 1982: The Draughtsman's Contract  (pt: O contrato)
- 1985: A Zed & Two Noughts (br/pt: Z00 - Um Z e dois zeros)
- 1987: The Belly of an Architect  (br: A barriga do arquiteto / pt: O ventre do arquitecto)
- 1988: Drowning by Numbers   (pt: Maridos à água)
- 1989: The Cook, the Thief, His Wife & Her Lover (br: O cozinheiro, o ladrão, sua mulher e o amante / pt: O cozinheiro, o ladrão, a sua mulher e o amante dela)
- 1991: Prospero's Books   (pt: Os livros de Próspero e pt: A última tempestade)
- 1993: The Baby of Mâcon   (pt: O bebé de Mâcon)
- 1995: Stairs 1 Geneva  - documentário
- 1996: Lumière et Compagnie   - filme colectivo
- 1996: The Pillow Book  (pt: O livro de cabeceira)
- 1999: 8½ Women  (br: 8½ Mulheres / pt: 8 Mulheres e ½)
- 2003: The Tulse Luper Suitcases, The Moab Story
- 2003: The Tulse Luper Suitcases, Antwerp
- 2003: The Tulse Luper Suitcases, Sark to the Finish
- 2004: The Tulse Luper Suitcases, Vaux to the Sea
- 2004: Visions of Europe (fragmento "European Showerbath") - filme colectivo
- 2005: A Life in Suitcases
- 2007: Nightwatching  (pt: A ronda da noite)
- 2007: Peopling the Palaces at Venaria Reale
- 2008: Rembrandt's J'accuse

### Televisão
- 1980: Act of God
- 1983: Four American Composers
- 1988: Death in the Seine
- 1989: "A TV Dante"
- 1991: A Walk Through Prospero's Library
- 1991: M Is for Man, Music, Mozart
- 1993: Darwin
- 1999: The Death of a Composer: Rosa, a Horse Drama

## Prémios e nomeações
- Recebeu uma nomeação ao Independent Spirit Awards de Melhor Filme Estrangeiro, por "The Cook, the Thief, His Wife & Her Lover" (1989).
- Ganhou o Prémio de Melhor Contribuição Artística, no Festival de Cannes, por "Drowning by Numbers" (1988).